# Барвинок прямой
Барви́нок прямо́й (лат. Vínca erécta) — вид многолетних травянистых растений рода Барвинок (Vinca) семейства Кутровые (Apocynaceae).

## Распространение и экология
В природе ареал вида охватывает Тянь-Шань и Памиро-Алай. Эндемик. Описан с реки Майли в Ферганской долине.
Произрастает по каменистым и щебнистым склонам гор, на скалах, иногда в арчевых зарослях.
Размножается преимущественно вегетативно, в меньшей степени семенами.

## Ботаническое описание
Корневище деревянистое, горизонтальное, покрыто чешуевидными листочками со шнуровидными крепкими корнями. Стебли прямостоячие, простые, многочисленные, 15-50 см высотой, образуют куртины.
Листья противостоящие, эллиптические, яйцевидные или почти округлые, кожистые, длиной 4—5 см, шириной 2—2,5 см, к обоим концам суженные, острые, голые или густо опушённые по краю и по всей поверхности очень короткими волосками, сидячие, с резко выступающими несколькими продольными жилками.
Цветки одиночные в пазухах листьев на цветоножках длиной 3—5 см, бледно-голубые или совнутри белые, снаружи розоватые, крупные. Лопасти чашечки длиной 7,5—10 мм, равные половине трубки или немного более, линейно-ланцетные, ресничатые или густо опушённые, с толстыми продолговатыми зубчиками при основании. Трубка венчика длиной 15—20 мм, узкая, в середине внезапно расширенная; лопасти венчика эллиптические, обратнояйцевидные или продолговатые, острые или туповатые, голые или наверху по краю коротко реснитчатые. Тычинки прикреплены к середине трубки; пыльники продолговатые, широкие, вдвое короче расширенной части нити; связник пыльника шлемовидный, по спинке наверху с бородкой из белых волосков.
Плоды — листовки длиной 3—5 см, шириной 0,6—0,7 см, продолговатые, коротко приострённые, на верхушке с острием, с продольными полосками, голые или густо опушённые. Семена немногочисленные, по одному — три в каждой листовке, цилиндрические, длиной 12—13 мм, буроватые или коричневые, с продольной бороздкой, крупно и густо бугорчатые.
Цветёт в марте — апреле. Плодоносит в мае — июне.

## Хозяйственное значение и применение
Ранее препараты из барвинка прямого были включены в Государственный реестр лекарственных средств (исключены). Лекарственным сырьём являлись корневище с корнями (лат. Rhizoma cum radicibus Vincae), в которых были обнаружены 66 алкалоидов, производных индола, среди них — винкамин, винканин, винцин и другие.

## Таксономия
Вид Барвинок прямой входит в род Барвинок (Vinca) трибы Vinceae подсемейства Rauvolfioideae семейства Кутровые (Apocynaceae) порядка Горечавкоцветные (Gentianales).
|  |                          |  |                                           |                                           |                             |  | ещё 4 подсемейства (согласно Системе APG II) | ещё 4 подсемейства (согласно Системе APG II) |                                      |  |  |  | ещё 7 родов | ещё 7 родов         |  |  |
|  |                          |  |                                           |                                           |                             |  | ещё 4 подсемейства (согласно Системе APG II) | ещё 4 подсемейства (согласно Системе APG II) |                                      |  |  |  | ещё 7 родов | ещё 7 родов         |  |  |
|  |                          |  |                                           | семейство Кутровые                        |                             |  |                                              |                                              | триба Vinceae                        |  |  |  |             | вид Барвинок прямой |  |  |
|  |                          |  |                                           | семейство Кутровые                        |                             |  |                                              |                                              | триба Vinceae                        |  |  |  |             | вид Барвинок прямой |  |  |
|  | порядок Горечавкоцветные |  |                                           |                                           | подсемейство Rauvolfioideae |  |                                              |                                              | род Барвинок                         |  |  |  |             |                     |  |  |
|  | порядок Горечавкоцветные |  |                                           |                                           |                             |  |                                              |                                              |                                      |  |  |  |             |                     |  |  |
|  |                          |  | ещё 4 семейства (согласно Системе APG II) | ещё 4 семейства (согласно Системе APG II) |                             |  |                                              | ещё 8 триб (согласно Системе APG II)         | ещё 8 триб (согласно Системе APG II) |  |  |  | ещё 4 вида  |                     |  |  |
|  |                          |  |                                           | ещё 4 семейства (согласно Системе APG II) |                             |  |                                              |                                              | ещё 8 триб (согласно Системе APG II) |  |  |  |             |                     |  |  |